# Partit per la Independència
El Partit per la Independència (Partido por la Independencia) fue un partido político español de ideología independentista catalana. Fue fundado en 1996 como resultado de la escisión de Esquerra Republicana de Catalunya encabezada por su entonces secretario general y diputado en el Parlamento de Cataluña, Àngel Colom, y por la parlamentaria en el Congreso de los Diputados y teniente de alcalde del Ayuntamiento de Barcelona, Pilar Rahola. 
Obtuvo unos pobres resultados en la única convocatoria electoral a que concurrió, las elecciones municipales de 1999 y al Parlamento Europeo de 13 de junio de 1999, en que, en el ámbito de Cataluña, obtuvo el 0,44 % y el 0,41 % de los votos respectivamente. Rahola, que concurría como candidata a la alcaldía de Barcelona, apenas obtuvo el 0,96 % de los votos en la capital catalana. 
Como consecuencia de los pésimos resultados electorales, el partido se disolvió. A pesar de ello, continúa inscrito en el Registro de Partidos Políticos del Ministerio del Interior de España.
Posteriormente, Colom y una gran parte de la dirección se integró en Convergència Democràtica de Catalunya; con el tiempo, en 2010, otrora miembros del Partit per la Independència se integraron en Solidaritat Catalana per la Independència.
En 2013, gracias al caso Palau, también conocido como Caso Millet, se ha sabido que el PI fue financiado por Fèlix Millet. Millet pagó 75 000 € para cubrir las deudas de la disolución del Partit per la Independència, y Àngel Colom se comprometió a devolverlos de forma gradual.